# Raquel Rodriguez
Victoria González (* 12. Januar 1991 in La Feria, Texas) ist eine amerikanische Wrestlerin. Sie steht derzeit bei der WWE unter Vertrag und tritt regelmäßig in deren Show SmackDown auf. Ihr bislang größter Erfolg ist der Erhalt der NXT Women's Championship.

## Wrestling-Karriere

### World Wrestling Entertainment (seit 2016)
Am 25. Oktober 2016 wurde berichtet, dass González bei der WWE unterschrieben hatte und ihr Training im WWE Performance Center beginnt. Sie gab ihr In-Ring-Debüt am 20. Januar 2017 unter ihrem richtigen Namen bei einem NXT Live Event, bei dem es ihr nicht gelang, eine Battle Royal zu gewinnen. In der NXT-Folge vom 3. Mai trat González zum ersten Mal im Fernsehen auf, als sie während einer Battle Royal eliminiert wurde. Unter dem Namen Reina González, nahm sie am ersten Mae Young Classic-Turnier teil, bei dem sie in der ersten Runde von Nicole Savoy eliminiert wurde. González nahm 2018 erneut am Turnier teil, wo sie erneut in der ersten Runde von Kacy Catanzaro eliminiert wurde.
Am 16. Februar 2020 trat González bei NXT TakeOver: Portland, zum ersten Mal seit der Mae Young Classic, unter dem Ringnamen Raquel González im Fernsehen auf, wo sie ein Match zwischen Dakota Kai und Tegan Nox störte, indem sie Nox durch einen Tisch wurf. Nach TakeOver wurde González Kai's Leibwächter und half Kai, ihre Matches zu gewinnen. González hatte ihr erstes Pay Per View Match am 7. Juni bei NXT TakeOver: In Your House, wo sie mit Candice LeRae und Kai zusammenarbeitete und in einem Six Women Tag Team Match, gegen Mia Yim, Nox und Shotzi Blackheart verlor.
Bei NXT TakeOver: WarGames IV am 6. Dezember 2020, bestritt sie zusammen mit Candice LeRae, Toni Storm und Dakota Kai ein War Games-Match, dieses konnten sie gewinnen. Im Januar 2021 nahm sie am ersten Dusty Rhodes Women's Tag Team Classic teil. Sie erreichte zusammen mit Dakota Kai das Finale. Bei dem Finale am 14. Februar 2021 bei NXT TakeOver: Vengeance Day gewannen sie gegen Ember Moon und Shotzi Blackheart.
Am 10. März 2021 bekam sie zusammen mit Dakota Kai, die NXT Women’s Tag Team Championship von William Regal überreicht. Sie krönte sich damit zur ersten Championesse. Die Titel verloren sie jedoch in der gleichen Nacht an Ember Moon und Shotzi Blackheart. Am 7. April 2021 gewann sie bei NXT TakeOver: Stand and Deliver die NXT Women’s Championship, hierfür besiegte sie Io Shirai. Die Regentschaft hielt 202 Tage und verlor den Titel, schlussendlich am 26. Oktober 2021 an Mandy Rose.
Am 2. April 2022 gewann sie erneut mit Dakota Kai bei NXT Stand & Deliver (2022) die NXT Women’s Tag Team Championship. Hierfür besiegten sie Toxic Attraction Gigi Dolin und Jacy Jayne. Die Regentschaft hielt 3 Tage und verloren die Titel, schlussendlich am 5. April 2022 zurück an Gigi Dolin und Jacy Jayne. Im April 2022 wurde ihr Ringname zu Raquel Rodriguez geändert. Am 8. April 2022 debütierte sie bei SmackDown in einem Backstage-Segment.
Am 29. August 2022 gewann sie zusammen mit Aliyah die WWE Women’s Tag Team Championship, hierfür besiegten sie Dakota Kai und Iyo Sky in einem Turnierfinale um die vakanten Titel zu gewinnen. Die Regentschaft hielt 14 Tage und verloren die Titel, schlussendlich am 12. September 2022 an Dakota Kai und Iyo Sky.
Am 10. April 2023 gewann sie zusammen mit Liv Morgan die WWE Women’s Tag Team Championship, hierfür besiegten sie Becky Lynch und Trish Stratus. Die Regentschaft hielt 39 Tage bis zum 19. Mai 2023, dort gaben sie die Titel, aufgrund einer Verletzung von Morgan auf. Am 1. Juli 2023 bei Money in the Bank 2023 gewannen sie erneut die WWE Women’s Tag Team Championship. Hierfür besiegten sie Ronda Rousey und Shayna Baszler. Die Regentschaft hielt 16 Tage und verloren die Titel, schlussendlich am 17. Juli 2023 an Sonya Deville und Chelsea Green.

## Titel und Auszeichnungen
- World Wrestling Entertainment
  - NXT Women’s Championship (1×)
  - NXT Women’s Tag Team Championship (2×) mit Dakota Kai
  - Dusty Rhodes Women’s Tag Team Classic (mit Dakota Kai 2021)
  - WWE Women’s Tag Team Championship (1× mit Aliyah, 4× mit Liv Morgan, 1× mit Roxanne Perez)